# Józef Pińkowski

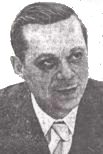
Józef Pińkowski (um 1970)

Józef Pińkowski (* 17. April 1929 in Siedlce; † 8. November 2000 in Warschau) war ein polnischer Politiker und Ministerpräsident (1980/1981). Daneben gehörte er von 1971 bis 1987 dem Sejm der Volksrepublik Polen in dessen V., VI., VII. und VIII. Wahlperiode an.

## Leben und Beruf
Pińkowski studierte nach dem Zweiten Weltkrieg Wirtschaftswissenschaften an der Handelsakademie Posen und an der Handelshochschule Warschau. Von 1952 bis 1956 war er Hauptmann der Polnischen Volksarmee. Anschließend arbeitete er im Ernährungsministerium. Ab 1958 arbeitete er für den wissenschaftlich-ökonomischen Rat des Woiwodschaftsrates Warschau, zunächst als Sekretär und ab 1960 als stellvertretender Vorsitzender des Präsidiums. Von 1965 bis 1971 war er schließlich Vorsitzender des nationalen Präsidiums der Woiwodschaftsräte.
Pińkowski war verheiratet und hatte eine Tochter. Nach seinem Tod wurde er auf dem Powązki-Militärfriedhof in Warschau beigesetzt.

## Politik
Pińkowski trat 1951 der PZPR bei. Seit 1965 gehörte er dem Warschauer Woiwodschaftsvorstand der Partei an. Anschließend war er seit 1971 Mitglied des ZK der PZPR. Von 1971 bis 1974 war er Erster Stellvertretender Vorsitzender der Planungskommission beim Ministerrat und von 1974 Sekretär des ZK der PZPR. Von August 1980 bis Februar 1981 war er in der Anfangszeit der Solidarność-Bewegung weitgehend erfolgloser Ministerpräsident Polens unter Parteichef Stanisław Kania und gleichzeitig Mitglied des Politbüros. Von 1971 bis 1987 war Mitglied des Sejm.

## Ehrungen
- 1979 Verleihung des Ordens Erbauer Volkspolens
- Ritterkreuz des Ordens Polonia Restituta